# 南岸路
南岸路位于中国广州市荔湾区，是一条呈南北走向的主干道。
其南起中山八路与黄沙大道交汇处，北至东风西路与环市西路交汇处，长1550米，宽40米，双向6～8车道。因在南岸村旁故名南岸公路，1981年改现名，目前路上架设内环路双线高架路。在南岸路以东有大型的装修材料市场。
南岸路的休闲娱乐场所有青年公园（位于珠江大桥脚）。

## 与之交会道路
- 顺序由南往北排列，粗体字为主干道
- 中山八路、黄沙大道、珠江大桥
- 富力路
- 西场立交：东风西路、环市西路

## 公共交通
- 广州地铁5号线、广州地铁11号线中山八站

均在鄰近南岸路位置設有出口。